# Silberfärbung

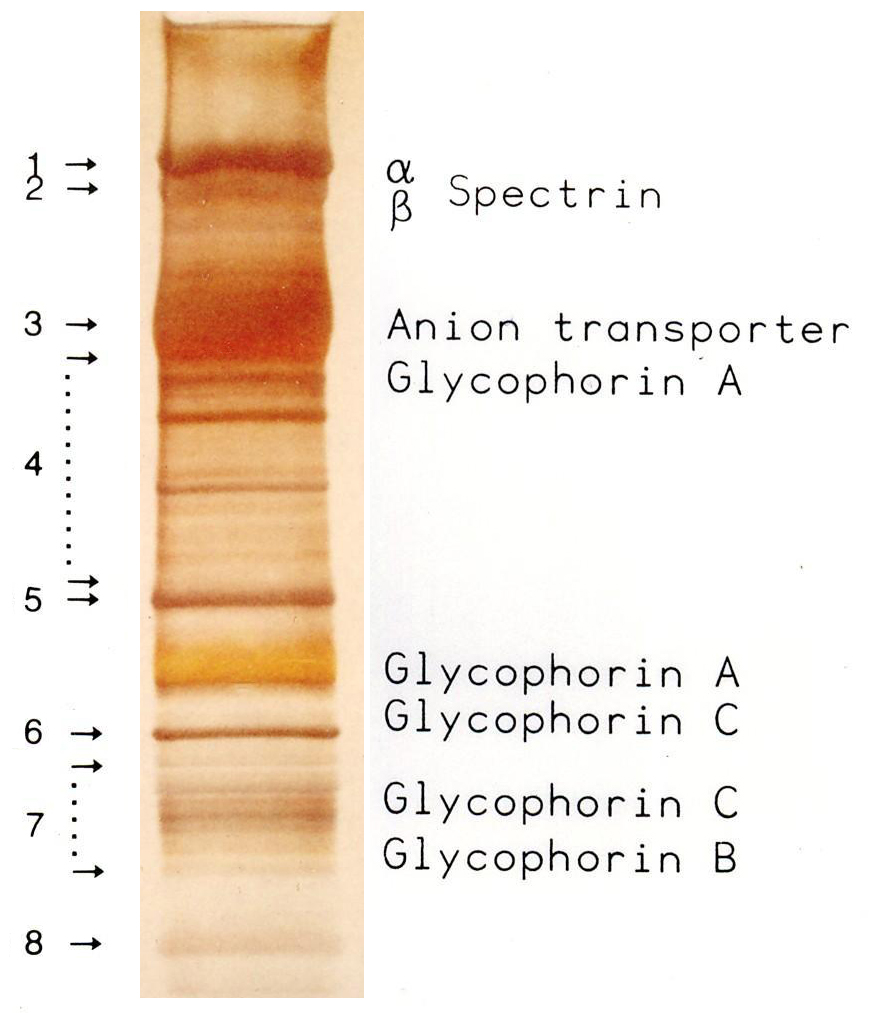
Silberfärbung der Membranproteine von Erythrozyten, die zuvor per SDS-PAGE aufgetrennt wurden.

Die Silberfärbung bezeichnet ein Verfahren zum Anfärben von Proteinen, Kohlenhydraten, DNA und RNA in Polyacrylamid-Gelen nach einer Elektrophorese oder in Dünnschnitten von Geweben.

## Geschichte
Das Verfahren basiert auf der Entwicklung von Fotografien. Diese entwickelte sich im 19. Jahrhundert aus den Photogrammen Thomas Wedgwoods, gefolgt von der Daguerreotypie und der Kalotypie. Camillo Golgi verwendete ab 1873 die Golgi-Färbung unter dem Namen „la reazione nera“ (auf Deutsch ‚die schwarze Reaktion‘) zur Kontrastierung des Nervensystems in Gewebeschnitten, später wurde sie auch als Golgi-Methode bekannt.

## Anwendungen

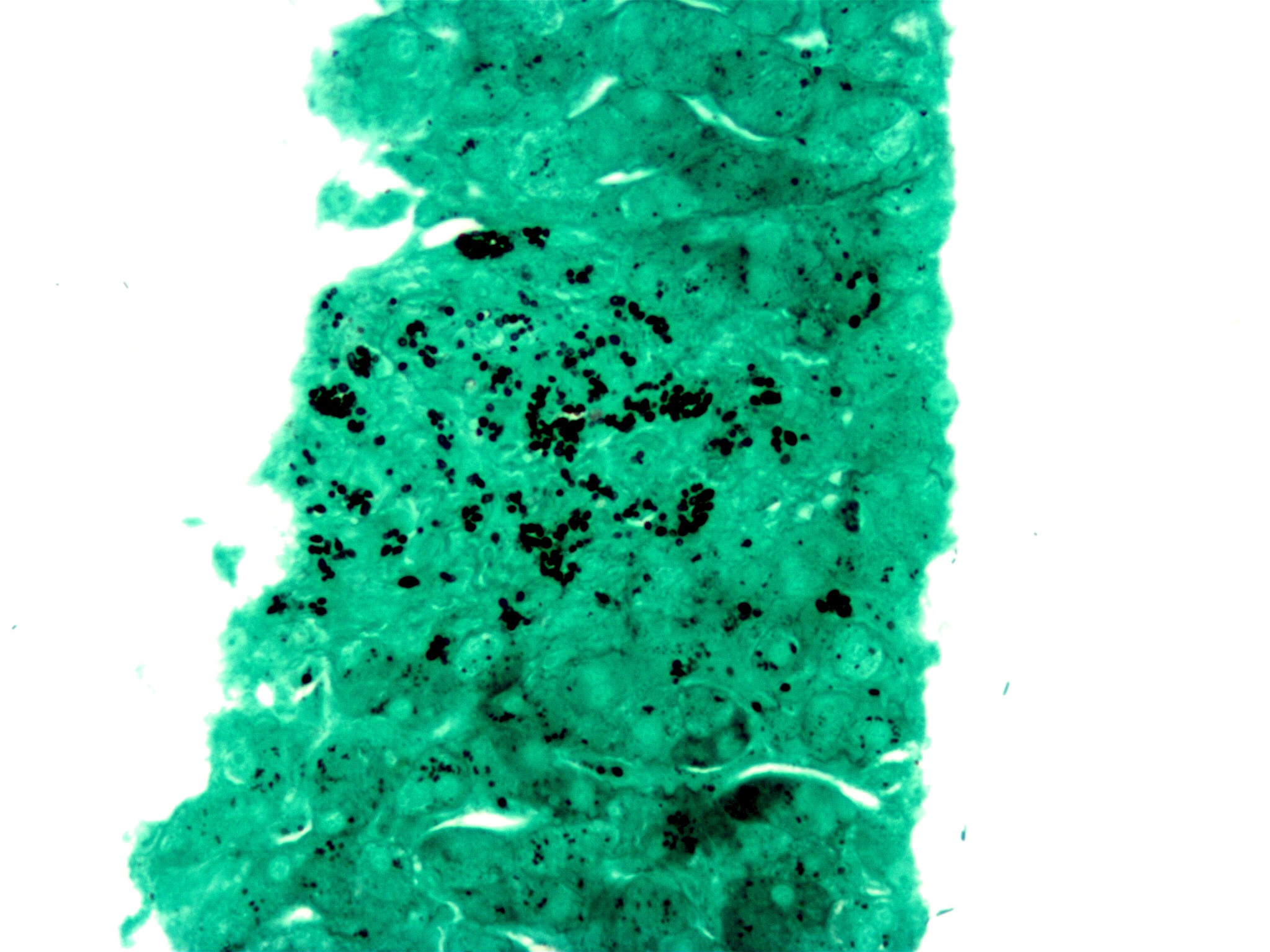
Eine Gömöri-Methenamin-Silberfärbung von Leberschnitten mit einer kugelförmigen Schwarzfärbung bei einer Histoplasmose.

Moleküle in biologischen Geweben, die verstärkt Silberionen binden, werden als argyrophil bezeichnet. Daneben gibt es noch argentaffine Moleküle, die Silberionen binden und auch reduzieren können.

### Histologie

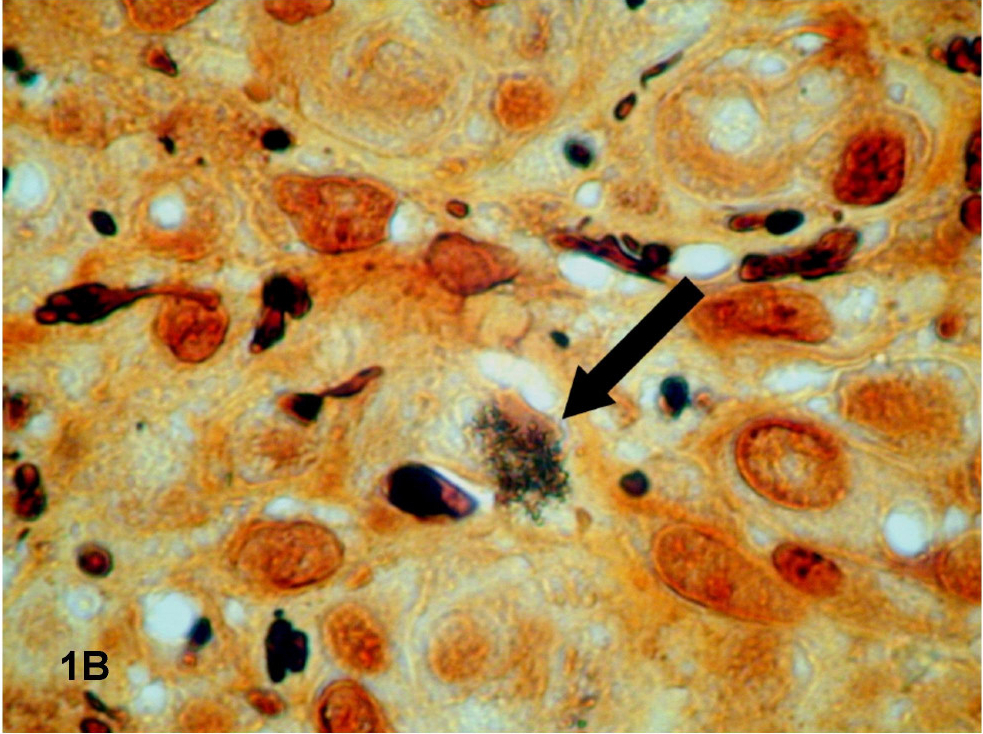
Bakterienkolonien, nach Warthin-Starry gefärbt.

Heute werden zur Silberfärbung von Geweben unter anderem noch die Methenamin-basierten Silberfärbungen nach Grocott (bei verschiedenen Pilzen), nach Gömöri, nach Warthin-Starry (färbt Spirochaeten, Helicobacter pylori, Lawsonia intracellularis, Microsporidia) nach Dieterle (färbt Bartonella henselae, Treponema pallidum und Mycobacterium tuberculosis) oder nach Jones (färbt Basalmembranen bei der Diagnostik der Glomerulonephritis) verwendet.
Bei einer Von-Kossa-Färbung werden die Silberionen durch Phosphate ausgefällt. Durch anschließende Reduktion mit Hydrochinon entsteht schwarzbraunes, elementares Silber. Damit kann die Entstehung von Hydroxyapatit z. B. in Osteoblasten angefärbt werden.

### Biochemie
Die Silberfärbung von Proteinen in Agarose-Gelen wurde 1973 von Kerenyi and Gallyas entwickelt und seither für Polyacrylamid-Gele optimiert, und auch für die Färbung von DNA oder RNA. Die Glykosylierungen von Glykoproteinen und Polysacchariden können durch einstündige Vorbehandlung mit einer 0,1 %-Lösung von Periodsäure bei 4 °C oxidiert werden, sodass die Einlagerung von Silberionen verbessert werden kann.
Zunächst werden die Proteine durch eine Fixierlösung aus 10 % Eisessig und 30 % Ethanol im Gel denaturiert und fallen aus, gleichzeitig wird das Detergens (meist SDS) entfernt. Die Diffusion der Proteine ist damit deutlich reduziert. Nach mehrmaligem Waschen mit Wasser wird das Gel in einer Silbernitratlösung inkubiert. Dabei lagern sich Silberionen an negativ geladene Seitenketten der Proteine an. Überschüssiges Silber wird anschließend mit Wasser abgewaschen. Bei dem abschließenden Entwicklungsschritt werden die Silberionen durch Zugabe von alkalischem Formaldehyd zu elementarem Silber reduziert. Dieses färbt die Stellen, an denen Proteine vorhanden sind, schwarz.
Die Intensität der Färbung hängt von der Primärstruktur des Proteins ab. Weiterhin beeinflusst die Sauberkeit der verwendeten Gefäße und die Reinheit der Reagenzien die Silberfärbung. Häufige Artefakte sind Banden von Keratin im Bereich von 54 bis 57 kDa und von 65 bis 68 kDa, das als Kontamination der Probe in der Elektrophorese mitaufgetrennt wurde.
Diese Methode zeichnet sich durch ihre hohe Sensitivität im Vergleich zu coomassiegefärbten Gelen oder anderen Proteinfärbungen aus. Die Nachweisgrenze liegt bei 0,1 ng bis 1 ng pro Bande.

## Argyrie
Die Argyrie ist eine Erkrankung, welche durch regelmäßige Einnahme von Silbersalzen oder Silberkolloiden entstehen kann und sich in einer Graufärbung der Haut, Nachtblindheit und Nierenversagen äußern kann.